# 霍赫洛沃农村居民点
霍赫洛沃农村居民点（俄语：Хохловское сельское поселение）是俄罗斯联邦别尔哥罗德州别尔哥罗德区所属的一个农村居民点。其下辖有2个居民点，行政中心为霍赫洛沃。据2016年统计，该农村居民点的人口为1296人。